# Azione Cattolica nel mondo
L'Azione Cattolica, associazione laica di credenti cattolici, è presente, oltre che in Italia, in diversi paesi:
- Australia. Un movimento di azione cattolica, denominato prima "The Movement" e poi National Civic Council è stato attivo in Australia sotto la guida di B.A. Santamaria. Essi appartenevano all'Australian Labor Party, ma ne furono espulsi dall'ala più di sinistra, così diedero vita il Democratic Labor Party.
- Cile. In Cile è stato un movimento giovanile esteso in tutto il praese sotto la guida di Alberto Hurtado, responsabile della nascita della unione dei sindacati cileni.
- Canada (vedi Catherine Doherty)
- Croazia (vedi Movimento Cattolico Croato)
- U.S.A. (Friendship House)
- Francia (La Croix)
- Malta (Azzjoni Kattolika Maltija)
- Polonia (vedi Cardinale Aleksander Kakowski)
- Irlanda
- Argentina
- Brasile (vedi Alceu Amoroso Lima)
- Spagna, dove fece nascere il Cursillo
- Svizzera (Azione Cattolica Ticinese)